# بیا (خواننده)
بیانکا میکوئلا لاندرو (به انگلیسی: Bianca Miquela Landrau) (زادهٔ ۱۶ اوت ۱۹۹۱) که به اسم بیا (به انگلیسی: Bia) شناخته می‌شود؛ خواننده، ترانه‌سرا و مدل آمریکایی است.

## اوایل زندگی
بیا اصالتاً اهل مدفورد، ماساچوست است او از نژاد پورتوریکویی آفریقایی‌تبار و آمریکایی ایتالیایی‌تبار است. او در مصاحبه‌ای با وبسایت اکسیژن دربارهٔ اینکه در سنین جوانی تصمیم برای رپر شدن گرفته بود صحبت کرد و گفت در آن زمان به رپرها در ضبط آهنگ در استودیو کمک می‌کرده‌است. بیا برای مدت کوتاهی در دانشگاه تحصیل کرد، اما پس از اینکه متوجه شد اینکار یرای او مفید نیست تحصیل را رها کرد و شروع به کار کردن در بار کرد تا هزینه‌های استودیو را بپردازد. او در سال ۲۰۱۷ به لس آنجلس مهاجرت کرد.

## هنرمندی
به گفتهٔ بیا، او از جی-زی رپر آمریکایی، ایوی کوئین رپر پورتوریکویی، سلنا خوانندهٔ آمریکایی و رپرهای همکارش بنکرول فرش، ۲۱ سویج، نیکی میناژ، فاکسی برون، ام.آی.ای.، بلک یانگستا الهام گرفته‌است و آلیا و ریانا اسطوره‌های او هستند. بیا همچنین گفته است با هیچ هنرمندی مانند ریانا ارتباط بر قرار نکرده‌است.

## تورها

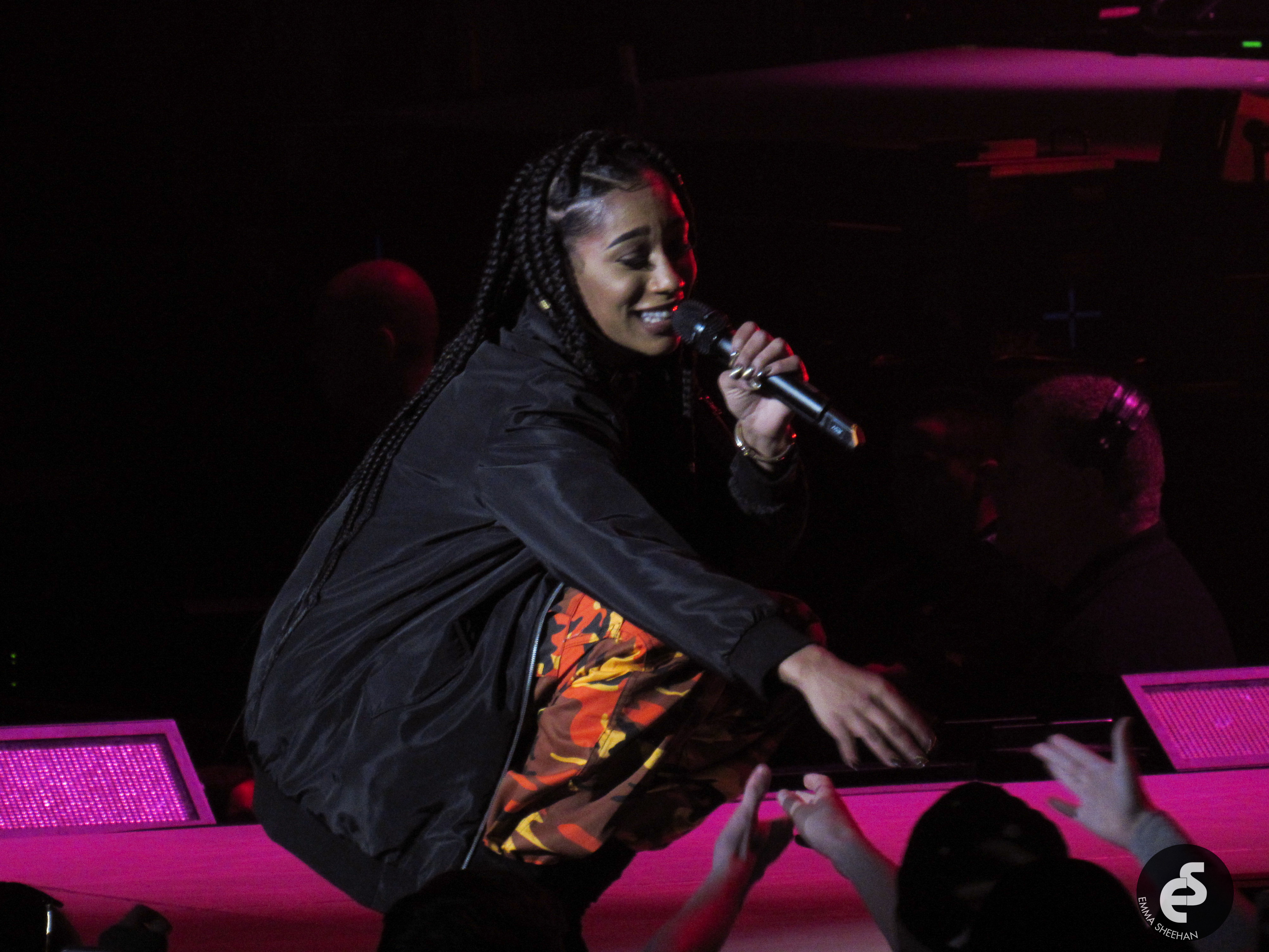
بیا در تور «زن خطرناک»، سال ۲۰۱۷؛ در شهر منچستر، انگلستان

### افراد حامی
- پوشا تی _ تور تاریک‌ترین قبل از سحرگاه (۲۰۱۶)
- آریانا گرانده _ تور زن خطرناک (۲۰۱۷)
- دان تالیور _ تور زندگی ارباب (۲۰۲۱)[۱۲]

## پیوندها به بیرون
- وبگاه رسمی
- بیا در بانک اطلاعات اینترنتی فیلم‌ها (IMDb)
- بیا در اینستاگرام
- کانال بیا در یوتیوب